# Protein-Tag
Als Protein-Tag, Affinitäts-Tag oder Epitop-Tag (engl. tag für ‚Markierung‘, ‚Schildchen‘ oder ‚Etikett‘) werden in der Biochemie verschiedene, meist kurze Aminosäuresequenzen bezeichnet, mit deren Hilfe Proteine markiert werden können. Die derart markierten Proteine gehören zu den Fusionsproteinen. Begrifflich und funktionell analog, aber auf Nukleinsäure-Ebene, werden heute bei vielen modernen Methoden der DNA-Sequenzierung und Klonierung, etwa von Genbibliotheken, auch DNA-Tags (Barcodes) verwendet, um Moleküle identifizierbar zu markieren.

## Anwendungen

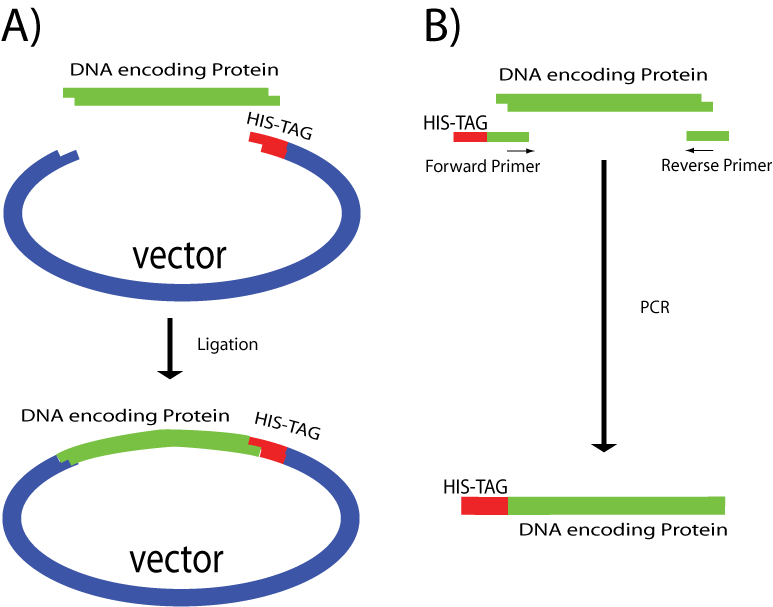
A) His-Tag bereits im Vektor vorliegend, B) Einfügen der DNA-Sequenz des His-Tags mit dem Transgen in den Vektor.

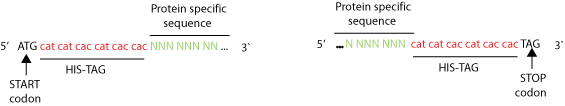
N-terminale Histag-Primersequenz ab dem Start-Codon (links), C-terminale His-Tag-Primersequenz bis zum Stop-Codon (rechts).

Für verschiedene Zwecke sind die verschiedenen Markierungen unterschiedlich gut geeignet. Sie werden im Zuge des Proteindesigns bei der Erzeugung rekombinanter Proteine mit einem Expressionsvektor, bzw. deren Reinigung und Nachweis über die Affinitätschromatografie, über Pulldown-Assays, per Western Blot, per Immunhistochemie, per Fluoreszenzmikroskopie oder im Live-Imaging (siehe Moderne Untersuchungsmethoden in der Zellbiologie) eingesetzt.
Zur Erzeugung eines Protein-Tags wird die codierende DNA-Sequenz des Protein-Tags unter Erhalt des Leserasters in die codierende DNA-Sequenz des Fusionsproteins hinter das Start-Codon oder vor das Stop-Codon eingefügt. Dadurch entsteht ein N-terminales bzw. ein C-terminales Protein-Tag am Protein während der Translation.
Gelegentlich muss das Protein-Tag vom Protein nach der Reinigung entfernt werden, was z. B. durch eine Protease-Schnittstelle, 2A-Peptide oder ein induzierbares Intein erreicht werden kann. Der Proteolyse-basierte Ansatz verwendet Proteasen mit längerer Erkennungssequenz, die möglichst nur an der Schnittstelle des Protein-Tags schneiden, z. B. die TEV-Protease, Thrombin, Faktor Xa oder Enteropeptidase. Inteine können durch Thiole oder durch Absenken des pH-Werts ausgelöst werden.
Alle Protein-Tags erlauben eine der folgenden Methoden:
- Immunaffinitätschromatografische Aufreinigung (mit den entsprechenden Antikörpern)
- Antikörperbasierte Nachweise (z. B. per Western Blot, Immunhistochemie oder Immunfluoreszenz)

Einige Tags besitzen neben der Bindung eines Antikörpers oder Immunkonjugats noch andere Funktionen wie:
- Affinitätschromatografie aufgrund der Affinität zu einem anderen Bindungspartner (z. B. CaM-Tag, CBP-Tag, GST-Tag, MBP-Tag)
- Biotinylierungsstellen zur Aufreinigung mit Streptavidin (z. B. Avi-Tag, BCCP-Tag, Strep-Tag)
- Komplexbildung mit zweiwertigen Nickelionen und Nitrilotriessigsäure-modifizierter und quervernetzter Agarose oder Dextran (z. B. His-Tag)
- Fluoreszenzmarkierung (z. B. GFP- oder Flash-Tag)
- Leichtere Trennung in der HPLC aufgrund der erhöhten Polarität (z. B. His-Tag, FLAG-Tag, Xpress-tag)
- Cysteine als reaktive Gruppen (z. B. GST-Tag, Thioredoxin-Tag) oder enzymatische Selbstmodifikation (Snap-Tag),
- Erhöhung der Löslichkeit bei Einschlusskörperchen, mit größeren Tags (z. B. GST-Tag, MBP-Tag)
- Verbesserung der Proteinfaltung, bei Einschlusskörperchen oder aufgrund fehlverknüpfter Disulfidbrücken (z. B. Thioredoxin-Tag, poly(NANP)-Tag)
- induzierbare Fällungsreaktionen (z. B. ELP-Tag, 18A-Tag, ELK16-Tag)
- kovalente Quervernetzung mit Interaktionspartnern (z. B. Isopeptag, SpyTag)
- kovalente Bindung an synthetische Liganden zur chemischen Modifikation von Proteinen (z. B. HaloTag, SnapTag, ClipTag)

## Protein-Tags
- 18A-Tag (Sequenz: EWLKAFYEKVLEKLKEL)[5]
- ACP-Tag
- Aldehyd-Tag[6]
- ALFA-tag (Sequenz: SRLEEELRRRLTE)[7]
- Avi-Tag (Sequenz: GLNDIFEAQKIEWHE)
- BCCP-Tag
- Calmodulin-Tag (CaM-Tag, Sequenz: KRRWKKNFIAVSAANRFKKISSSGAL)
- Chitin-bindendes Protein-Tag (CBP-Tag)
- E-Tag (Sequenz: GAPVPYPDPLEPR)
- ELK16-Tag (Sequenz: LELELKLKLELELKLK)[5]
- ELP-Tag[8]
- FLAG-Tag (Sequenz: DYKDDDDK)[9]
- Flash-Tag (Sequenz: CCXXCC)[10]
- poly-Glutamat-Tag (Sequenz: EEEEEE)
- Glutathion-S-Transferase-Tag (GST-Tag)[11]
- Green-fluorescent-protein-Tag (GFP-Tag)
- HaloTag[12]
- Hämagglutinin-Tag (HA-Tag, Sequenz: YPYDVPDYA)[13]
- poly-Histidin-Tag (His-Tag, Sequenz: HHHHHH)[14]
- Isopeptag (Sequenz: TDKDMTITFTNKKDAE)[15]
- Maltose-bindendes Protein-Tag (MBP-Tag)[16]
- Myc-Tag (Sequenz: EQKLISEEDL)
- NE-Tag (Sequenz: TKENPRSNQEESYDDNES)[17]
- Nus-Tag
- ProtA-Tag
- ProtC-Tag
- Rho1d4 tag, leitet sich von den c-terminalen 9 Aminosäuren des Rinder-Rhodopsins (TETSQVAPA) ab. Sehr spezifischer tag, welcher sich besonders für die Aufreinigung von Membranproteinen eignet.[18]
- S-Tag (Sequenz: KETAAAKFERQHMDS)
- SBP-Tag (Sequenz: MDEKTTGWRGGHVVEGLAGELEQLRARLEHHPQGQREP)[19]
- Snap-Tag
- SnoopTag (Sequenz: KLGDIEFIKVNK)[20]
- SofTag 1 und 3 (Sequenzen: SLAELLNAGLGGS bzw. TQDPSRVG)
- SpyTag (Sequenz: AHIVMVDAYKPTK)[21]
- Streptavidin-Tag (Strep-Tag, Sequenz: AWRHPQFGG)[22]
- Strep-tag II (Sequenz: WSHPQFEK)
- T7 Epitope Tag (Sequenz: MASMTGGQQMG)
- Tandem-Affinity-Purification-Tag (TAP-Tag)
- TC-Tag (Sequenz: CCPGCC)
- Thioredoxin-Tag (TRX-Tag)
- Ty-Tag (Sequenz: EVHTNQDPLD)
- V5-Tag (Sequenz: GKPIPNPLLGLDST)
- VSV-Tag (Sequenz: YTDIEMNRLGK)
- Xpress-Tag (Sequenz: DLYDDDDK)

## Geschichte
Das erste Protein-Tag wurde 1984 von S. Munro und H. R. Pelham veröffentlicht und bestand aus einem Teil des Neuropeptids Substanz P. Die nächsten Protein-Tags waren im Jahr 1986 das Myc-Tag und 1988 das MBP-Tag, das HA-Tag, das His-Tag und das FLAG-Tag.